# Francisco Antonio Berdejo
El general Francisco Antonio Berdejo fue un militar mexicano. Berdejo instó a capitular ante Vicente Guerrero. Durante la Revolución del Plan de Casa Mata el teniente coronel Berdejo tomó el mando que tenía Moya y marchó a Tlacotepec, mientras Agustín de Iturbide se dirigía a Teloloapan, dejando todos los puntos fortificados con sobrada fuerza, y dos secciones sobre Pedro Alquisiras. Durante la Rebelión de Veracruz (1827) se rebeló en contra del gobierno junto a los generales Miguel Barragán y Antonio López de Santa Anna. A su derrota fue remplazado en el mando por el general Vicente Filisola. Nuevamente se levantó durante la Rebelión de Nicolás Bravo y participó durante la Batalla de Tulancingo, por lo que fue juzgado en la capital.